# Paris–Roubaix 1997

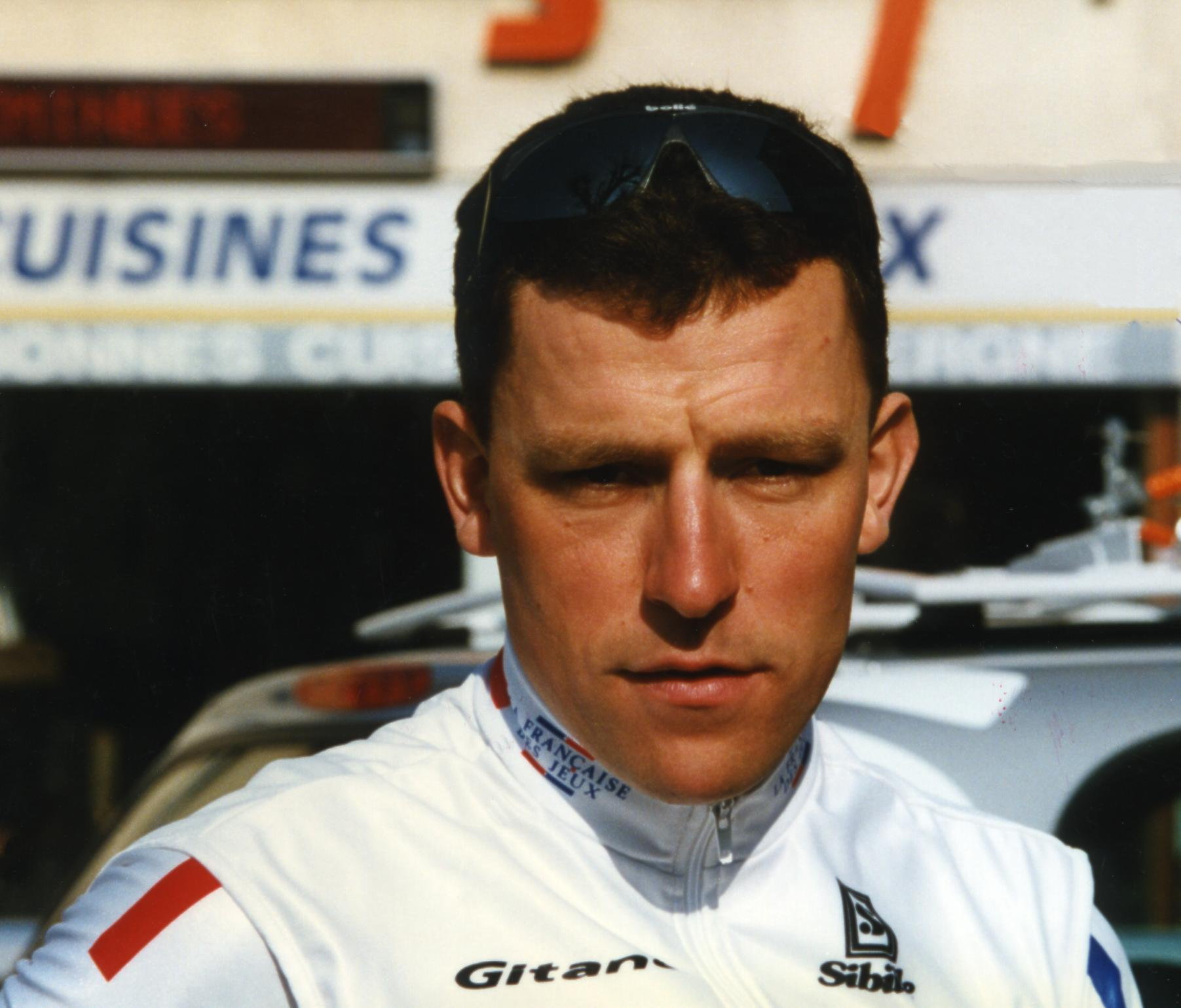
Frédéric Guesdon (1997)

Das Eintagesrennen Paris–Roubaix 1997 war die 95. Austragung des Radsportklassikers und fand am Sonntag, den 13. April 1997, statt.
Das Rennen führte von Compiègne, rund 80 Kilometer nördlich von Paris, nach Roubaix, wo es im  Vélodrome André-Pétrieux endete. Die gesamte Strecke war 266,5 Kilometer lang. Es starteten 177 Fahrer, von denen sich 75 platzieren konnten; zwei weitere Fahrer erreichten das Ziel außerhalb des Zeitlimits. Der Sieger Frédéric Guesdon absolvierte das Rennen mit einer Durchschnittsgeschwindigkeit von 40,16 km/h.
Frédéric Moncassin und Andreï Tchmil fuhren davon, aber am Eingang zum Velodrom wurden sie von sechs anderen Fahrern eingeholt, unter ihnen der Favorit Johan Museeuw (der zwei Platten auf den letzten 40 Kilometern hatte). Guesdon gewann das Rennen im Sprint aus dieser Gruppe von acht Fahrern heraus. 2022 wurde ihm, als bis dahin letztem französischen Sieger des Rennens, der Sektor von Bourghelles nach Wannehain gewidmet.